# حريق مجلس الشورى المصري
حريق مجلس الشورى المصري هو حريق هائل شب في عصر يوم الثلاثاء 19 أغسطس 2008 في مبنى مجلس الشورى المصري بالقاهرة، وقد رجحت مصادر في الشرطة المصرية أن يكون الحريق الذي دمّر مجلس الشورى ناتجاً عن ماس كهربائي وسط تشكيك من المعارضة والمواطنين المصريين.
وظل الدخان يتصاعد من مبنى الشورى، المكوّن من 3 طوابق بينها طابق مخفي، وقد استمر الحريق حتى صباح اليوم التالي لأكثر من 16 ساعة من بدء اندلاع الحريق في الطابق العلوي ثم انتقاله إلى الأسفل، وقد أتى الحريق بالكامل تقريبا على المبنى الواقع بوسط القاهرة كما امتد أيضا إلى مبنى إداري مجاور يفصل بين مبنى مجلس الشورى ومبنى مجلس الشعب. وقتل شخص واحد وأصيب ما يقرب من 16 شخصا بينهم بعض رجال الإطفاء.
وشاركت 70 سيارة إطفاء في عمليات إطفاء الحريق، و 3 طائرات هليكوبتر عسكرية
المبنى كان يوجد به غرف اجتماعات للجان البرلمانية المختلفة ما يعني انه كان يحوي ملفات لقضايا هامة إضافة إلى مضبطات للاجتماعات وجلسات مجلس الشورى

## أهمية المبنى
يعتبر مبنى مجلس الشورى من الأماكن الأثرية حيث تم بنائه في عام 1866، وقد شهدت قاعاته التاريخية التي شهدت محاكمة الزعيم أحمد عرابي، ومولد دستور 1923.

## الخسائر
أسفر الحريق الذي وقع في وقت العطلة الصيفية للمجلس عن وقوع 13 مصابا من رجال الإطفاء، معظمهم اصيب بحالات اختناق، نقلوا جميعا إلى المستشفى حيث توفي واحد منهم في وقت لاحق. كما خلف خسائر مادية جسيمة. وقد استبعد وزير الداخلية المصري السابق حبيب العادلي شبهة «عمل تخريبي» أو «عمل مقصود» في الحريق. وقد باشر النائب العام المصري التحقيقات في الحادث.

## الأشخاص
استشهد مساعد الشرطة فؤاد نصار الذي يعمل ضمن وحدة الإطفاء التابعة لمجلس الشوري في أثناء مقاومته الحريق. وتعرض للإصابة بالاختناق 15 شخصا، من بينهم سبعة من العاملين في الدفاع المدني والشرطة، وثمانية مدنيين ونقلوا جمبعا إلى المستشفى لإسعافهم.

## الوثائق
احترقت بالكامل وثائق إدارة الإحصاء بالمجلس ووثائق إدارة المحفوظات التي كانت تضم أرشيفا كاملا للوثائق والخطابات الرسمية المتبادلة بين السلطتين التشريعية والتنفيذية على مدى الحياة البرلمانية في مصر بالإضافة إلى المضبطة الخاصة بالبرلمان منذ إنشائه عام 1866 ومنها ما هو مكتوب بخط اليد قبل دخول الطباعة الحديثة.

## القاعات
احترقت القاعة الرئيسية للمجلس والتي تسمي قاعة الدستور، وسبق أن شهدت مولد دستور 1923, ويزيد عمرها على 150 عاما، إلى جانب احتراق القاعة التاريخية الأخرى التي تسمي قاعة الشوري، التي شهدت محاكمة أحمد عرابي بعد هزيمة الثورة العرابية عام 1882، وهي القاعة التي كانت تعقد فيها الجلسات.
بينما نجا من الحريق المتحف الخاص بالمجلس وجميع محتوياته من تحف وصور فوتوغرافية لرؤسائه السابقين والوثائق والمخطوطات وكرسي الملك فاروق.
وقد انهارت عدة أسقف وحجرات في القصر بينها حجرات تشغلها لجان متخصصة في البرلمان المصري بفرعيه.

## وصلات خارجية
ـ  مقالة البي بي سي
ـ  مقالة موقع مصراوي